# Siegel New Yorks
Das Siegel des US-Bundesstaats New York ist beinahe gleich wie die Flagge New Yorks, aber in einem Siegel. 

## Beschreibung

Flagge New Yorks

Die Göttin Justitia symbolisiert Freiheit vor dem Gesetz. Sie ist mit einer Augenbinde dargestellt und hält die Waage der Gerechtigkeit in ihrer linken Hand. 
Die Göttin Liberty, die Freiheit symbolisiert, hält einen Stab mit einer phrygischen Mütze, die Freiheit von Großbritannien nach dem Amerikanischen Unabhängigkeitskrieg symbolisiert.
Zwischen ihnen steht ein Schild mit einem Bild der Hudson Highlands. Es sind die Sonne und zwei Segelboote auf dem Hudson River abgebildet.
Über dem Schild steht ein Globus, der den Atlantischen Ozean zeigt, und ein Weißkopfseeadler. 
Unter dem Schild steht auf einem geschwungenen Banner das lateinische Motto des Staates New York:
„Excelsior“
(Höher hinaus.)
Eine Reproduktion des Siegels war die Inspiration für den Titel von Longfellows Excelsior.